# Abduction
Abduction är en amerikansk action-thrillerfilm från 2011, skriven av Shawn Christensen och regisserad av John Singleton. 
Filmen hade biopremiär den 23 september 2011 i Nordamerika och den 7 oktober i Sverige.

## Handling
En ung tonåring (Taylor Lautner) jagar efter sanningen om sitt ursprung efter att han hittar sin egen barndomsbild på en hemsida för försvunna personer. När han jagas av både polisen, federala agenter och främmande skuggfigurer går det upp för honom att hans föräldrar är allt annat än vad de gett ifrån sig för att vara och det blir en kamp mot klockan för att hitta sin rätta identitet.

## Rollista
- Taylor Lautner som Nathan Harper
- Lily Collins som Karen Murphy
- Alfred Molina som Frank Burton
- Jason Isaacs som Kevin Harper
- Maria Bello som Mara Harper
- Sigourney Weaver som Dr. Geraldine Bennett
- Michael Nyqvist som Nikola Kozlow
- Dermot Mulroney som Martin Price
- Nickola Shreli som Alec
- Elisabeth Röhm som Lorna Price
- Antonique Smith som Sandra Burns
- Denzel Whitaker som Gilly
- Ilia Volok som Sweater